# Bring Me Your Cup
Bring Me Your Cup is een nummer van de Britse reggaeband UB40 uit 1993. Het is de derde single van hun tiende studioalbum Promises and Lies.
"Bring Me Your Cup" is een vrolijk nummer over een borrel van de liedverteller met zijn vriendin. Het nummer werd een bescheiden hit in het Verenigd Koninkrijk, waar het de 24e positie bereikte. In de Nederlandse Top 40 kwam de plaat een plek lager.

## Tracklijst
- Cd-single

1. "Bring Me Your Cup" - 4:11
2. "Bad Ekko" - 3:21